# Папараци
„Папараци“ (на английски: Paparazzi) е американски екшън/трилър от 2004 г. на режисьора Пол Абаскал, продуциран от Мел Гибсън. Във филма участват Кол Хаузър, Робин Тъни, Денис Фарина, Даниъл Болдуин и Том Сийзмор.
Филмът е пуснат по кината в САЩ на 3 септември 2004 г.